# Proracris
Proracris is een geslacht van rechtvleugeligen uit de familie Romaleidae. De wetenschappelijke naam van dit geslacht is voor het eerst geldig gepubliceerd in 1940 door Uvarov.

## Soorten
Het geslacht Proracris  is monotypisch en omvat slechts de volgende soort:
- Proracris insignis (Gerstaecker, 1889)